# Campeonato da Europa de Atletismo de 2016 - 100 m masculino
A prova dos 100 metros masculino do Campeonato da Europa de Atletismo de 2016 foi disputada entre os dias 6 e 7 de julho de 2016 no Estádio Olímpico de Amsterdã em Amesterdão,  nos Países Baixos.  O evento consistirá em três fases: Baterias, semifinal e final, com os  oito melhores atletas inscritos automaticamente na semifinal. 

## Recordes
Antes desta competição, os recordes mundiais e do campeonato nesta prova eram os seguintes:
|                       | Nome             | Nacionalidade | Tempo | Local      | Data                 |
| --------------------- | ---------------- | ------------- | ----- | ---------- | -------------------- |
| Recorde mundial       | Usain Bolt       | Jamaica       | 9s 58 | Berlim     | 16 de agosto de 2009 |
| Recorde do campeonato | Francis Obikwelu | Portugal      | 9s 99 | Gotemburgo | 8 de agosto de 2006  |
| Recorde europeu       | Francis Obikwelu | Portugal      | 9s 86 | Atenas     | 22 de agosto de 2004 |

## Medalhistas
| Ouro                   | Prata                | Bronze             |
| Churandy Martina (NED) | Jak Ali Harvey (TUR) | Jimmy Vicaut (FRA) |

## Cronograma
Todos os horários são locais (UTC+2).
| Data       | Hora  | Evento    |
| ---------- | ----- | --------- |
| 6 de julho | 12:40 | Bateria   |
| 7 de julho | 18:00 | Semifinal |
| 7 de julho | 19:50 | Final     |

## Resultados

### Bateria
Qualificação: 3 atletas de cada bateria  (Q) mais os 4 melhores qualificados (q).
Vento:
Bateria 1: 0,5 m / s, Bateria 2: 0,8 m / s, Bateria 3: 1,9 m / s, Bateria 4: 0,6 m / s
| Posição | Bateria | Raia | Atleta                 | Nacionalidade | Tempo | Notas  |
| ------- | ------- | ---- | ---------------------- | ------------- | ----- | ------ |
| 1       | 3       | 5    | Ramil Guliyev          | Turquia       | 10.21 | Q      |
| 2       | 1       | 8    | Richard Kilty          | Grã-Bretanha  | 10.24 | Q      |
| 2       | 3       | 7    | Ojie Edoburun          | Grã-Bretanha  | 10.24 | Q      |
| 4       | 4       | 3    | Filippo Tortu          | Itália        | 10.25 | Q      |
| 5       | 2       | 6    | Solomon Bockarie       | Países Baixos | 10.26 | Q      |
| 5       | 3       | 3    | Massimiliano Ferraro   | Itália        | 10.26 | Q,     |
| 7       | 2       | 4    | Alex Wilson            | Suíça         | 10.30 | Q,     |
| 8       | 2       | 3    | Jan Veleba             | Chéquia       | 10.30 | Q      |
| 9       | 2       | 2    | Przemysław Słowikowski | Polónia       | 10.35 | q,     |
| 9       | 4       | 8    | Lucas Jakubczyk        | Alemanha      | 10.35 | Q      |
| 11      | 1       | 7    | Hensley Paulina        | Países Baixos | 10.36 | Q      |
| 12      | 3       | 2    | Rytis Sakalauskas      | Lituânia      | 10.37 | q      |
| 13      | 1       | 4    | Ángel David Rodríguez  | Espanha       | 10.40 | Q      |
| 14      | 4       | 4    | Ján Volko              | Eslováquia    | 10.42 | Q      |
| 15      | 4       | 7    | János Sipos            | Hungria       | 10.45 | q      |
| 16      | 4       | 5    | Remigiusz Olszewski    | Polónia       | 10.46 | q      |
| 17      | 1       | 6    | Marek Niit             | Estónia       | 10.48 |        |
| 18      | 1       | 5    | Giovanni Galbieri      | Itália        | 10.48 |        |
| 19      | 1       | 2    | Jakub Matúš            | Eslováquia    | 10.51 |        |
| 19      | 3       | 4    | Diogo Antunes          | Portugal      | 10.51 |        |
| 21      | 1       | 3    | Carlos Nascimento      | Portugal      | 10.54 |        |
| 22      | 3       | 8    | Markus Fuchs           | Áustria       | 10.56 |        |
| 23      | 2       | 7    | Denis Dimitrov         | Bulgária      | 10.57 |        |
| 24      | 2       | 8    | Volodymyr Suprun       | Ucrânia       | 10.58 |        |
| 25      | 4       | 2    | Emil Ibrahimov         | Ucrânia       | 10.61 |        |
| 26      | 3       | 6    | Vitaliy Korzh          | Ucrânia       | DNF   |        |
| 27      | 2       | 5    | Kevin Moore            | Malta         | DSQ   | R162.7 |
| 28      | 4       | 6    | Reto Schenkel          | Suíça         | DNS   |        |

### Semifinal
Qualificação: 2 atletas de cada bateria  (Q) mais os  2 melhores qualificados (q). 
Vento:
Bateria 1: 1,5 m / s, Bateria 2: 0,6 m / s, Bateria 3: -0,4 m / s
| Posição | Bateria | Raia | Atleta                 | Nacionalidade | Tempo | Notas                |
| ------- | ------- | ---- | ---------------------- | ------------- | ----- | -------------------- |
| 1       | 1       | 3    | Jimmy Vicaut*          | França        | 10.03 | Q                    |
| 2       | 1       | 6    | James Ellington*       | Grã-Bretanha  | 10.04 | Q,                   |
| 2       | 2       | 6    | Jak Ali Harvey*        | Turquia       | 10.04 | Q                    |
| 4       | 1       | 4    | Ramil Guliyev          | Turquia       | 10.07 | q,                   |
| 5       | 1       | 7    | Solomon Bockarie       | Países Baixos | 10.13 | q,                   |
| 6       | 3       | 6    | Richard Kilty          | Grã-Bretanha  | 10.15 | Q                    |
| 7       | 1       | 5    | Lucas Jakubczyk        | Alemanha      | 10.16 | Recorde da temporada |
| 8       | 2       | 3    | Churandy Martina*      | Países Baixos | 10.16 | Q                    |
| 9       | 2       | 7    | Filippo Tortu          | Itália        | 10.19 | Recorde pessoal      |
| 10      | 2       | 4    | Ojie Edoburun          | Grã-Bretanha  | 10.20 |                      |
| 11      | 3       | 4    | Bruno Hortelano*       | Espanha       | 10.22 | Q                    |
| 12      | 3       | 3    | Julian Reus*           | Alemanha      | 10.22 |                      |
| 13      | 1       | 8    | Massimiliano Ferraro   | Itália        | 10.26 | =                    |
| 13      | 2       | 5    | Stuart Dutamby*        | França        | 10.26 |                      |
| 15      | 1       | 1    | Przemysław Słowikowski | Polónia       | 10.27 | Recorde pessoal      |
| 16      | 1       | 2    | Jan Veleba             | Chéquia       | 10.28 | =                    |
| 17      | 3       | 5    | Emre Zafer Barnes*     | Turquia       | 10.31 |                      |
| 18      | 3       | 8    | Hensley Paulina        | Países Baixos | 10.33 |                      |
| 19      | 3       | 2    | Alex Wilson            | Suíça         | 10.34 |                      |
| 20      | 2       | 2    | Rytis Sakalauskas      | Lituânia      | 10.40 |                      |
| 21      | 3       | 1    | Ján Volko              | Eslováquia    | 10.43 |                      |
| 22      | 3       | 7    | János Sipos            | Hungria       | 10.47 |                      |
| 23      | 2       | 8    | Remigiusz Olszewski    | Polónia       | 10.56 |                      |
| 24      | 2       | 1    | Ángel David Rodríguez  | Espanha       | 12.13 |                      |

*Atletas que entraram direto nas  semifinais

### Final
Vento: 0,0 m / s 
| Posição           | Raia | Atleta           | Nacionalidade | Tempo | Notas                |
| ----------------- | ---- | ---------------- | ------------- | ----- | -------------------- |
| Medalha de ouro   | 8    | Churandy Martina | Países Baixos | 10.07 | Recorde da temporada |
| Medalha de prata  | 5    | Jak Ali Harvey   | Turquia       | 10.07 |                      |
| Medalha de bronze | 6    | Jimmy Vicaut     | França        | 10.08 |                      |
| 4                 | 9    | Bruno Hortelano  | Espanha       | 10.12 |                      |
| 5                 | 7    | James Ellington  | Grã-Bretanha  | 10.19 |                      |
| 6                 | 3    | Ramil Guliyev    | Turquia       | 10.23 |                      |
| 7                 | 2    | Solomon Bockarie | Países Baixos | 10.25 |                      |
| 8                 | 4    | Richard Kilty    | Grã-Bretanha  | DSQ   | R162.7               |

Legenda
| Recorde mundial       | Recorde mundial (World record)               |                       | Recorde africano                      | Recorde africano (African) |                                           | Q | Classificado por posição (Qualified) |
| Recorde do campeonato | Recorde do campeonato (Championship record)  | Recorde da América    | Recorde da América (Americas)         | q                          | Classificado por melhor tempo (Qualified) |   |                                      |
| Melhor marca do ano   | Melhor marca do ano (World leading)          | Recorde asiático      | Recorde asiático (Asian)              | DNS                        | Não largou (Did not start)                |   |                                      |
| Recorde nacional      | Recorde nacional (National record)           | Recorde europeu       | Recorde europeu (European)            | DNF                        | Não terminou (Did not finish)             |   |                                      |
| Recorde pessoal       | Recorde pessoal do atleta (Personal best)    | Recorde da Oceania    | Recorde da Oceania (Oceania)          | DSQ / DQ                   | Desclassificado (Disqualified)            |   |                                      |
| Recorde da temporada  | Recorde da temporada do atleta (Season best) | Recorde sul-americano | Recorde sul-americano (South America) | NM                         | Sem marca (No mark)                       |   |                                      |